# Racket
Een racket is een sportvoorwerp bestaande uit een frame met een open ring waarover een netwerk van snaren is gespannen en een handvat. Het wordt gebruikt voor het slaan van een bal bij sporten als tennis en squash of een shuttle bij badminton.
Het frame werd traditioneel gemaakt van hout en de snaren van garen. Hout wordt nog steeds gebruikt, maar de meeste rackets worden tegenwoordig gemaakt van synthetische materialen als koolstofvezel of legeringen. Garen is grotendeels vervangen door synthetische materialen zoals nylon.

## Badminton

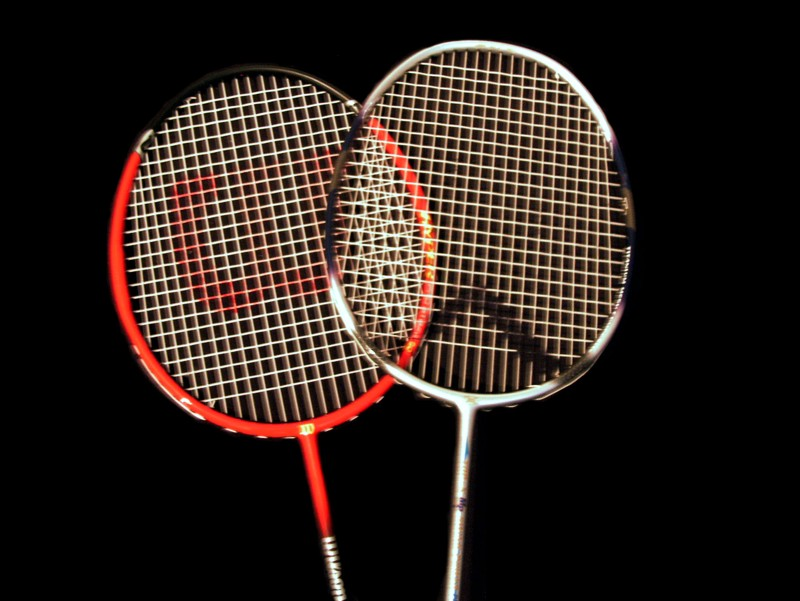
Badmintonrackets

Badmintonrackets bestaan in vele vormen, alhoewel er regels zijn die beperkingen opleggen. Het traditionele, ovale frame wordt nog steeds gebruikt, maar nieuwe rackets hebben steeds vaker een isometrische vorm. De eerste rackets waren gemaakt van hout, later stapte men over op lichte metalen zoals aluminium. Door de ontwikkeling in het materiaalgebruik weegt een badmintonracket in het topsegment slechts 75 tot 100 gram. De meest recente ontwikkeling is het gebruik van koolstofvezels in de duurdere rackets, goedkopere rackets worden nog steeds gemaakt van onder meer aluminium en staal; deze rackets zijn sterk, maar van nature niet erg buigzaam. De steel van het badmintonracket bepaalt voor het grootste deel hoe hard je kunt slaan. Een goede steel is zeer buigzaam en sterk. De buigzaamheid geeft een extra versnelling aan de shuttle.

## Squash

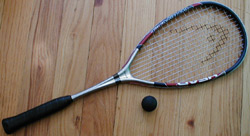
Squashracket

In het verleden werden squashrackets gemaakt van gelamineerd hout, meestal essenhout met een klein slagoppervlak en natuurlijke vezels. Nadat de regels midden jaren 80 werden gewijzigd, wordt nu bijna altijd composiet of metaal gebruikt (grafiet, Kevlar, titanium en boronium) met synthetisch snaren. De meeste rackets zijn 70 cm lang, hebben een slagoppervlak van 500 vierkante centimeter en een gewicht tussen 110 en 200 gram.

## Tennis

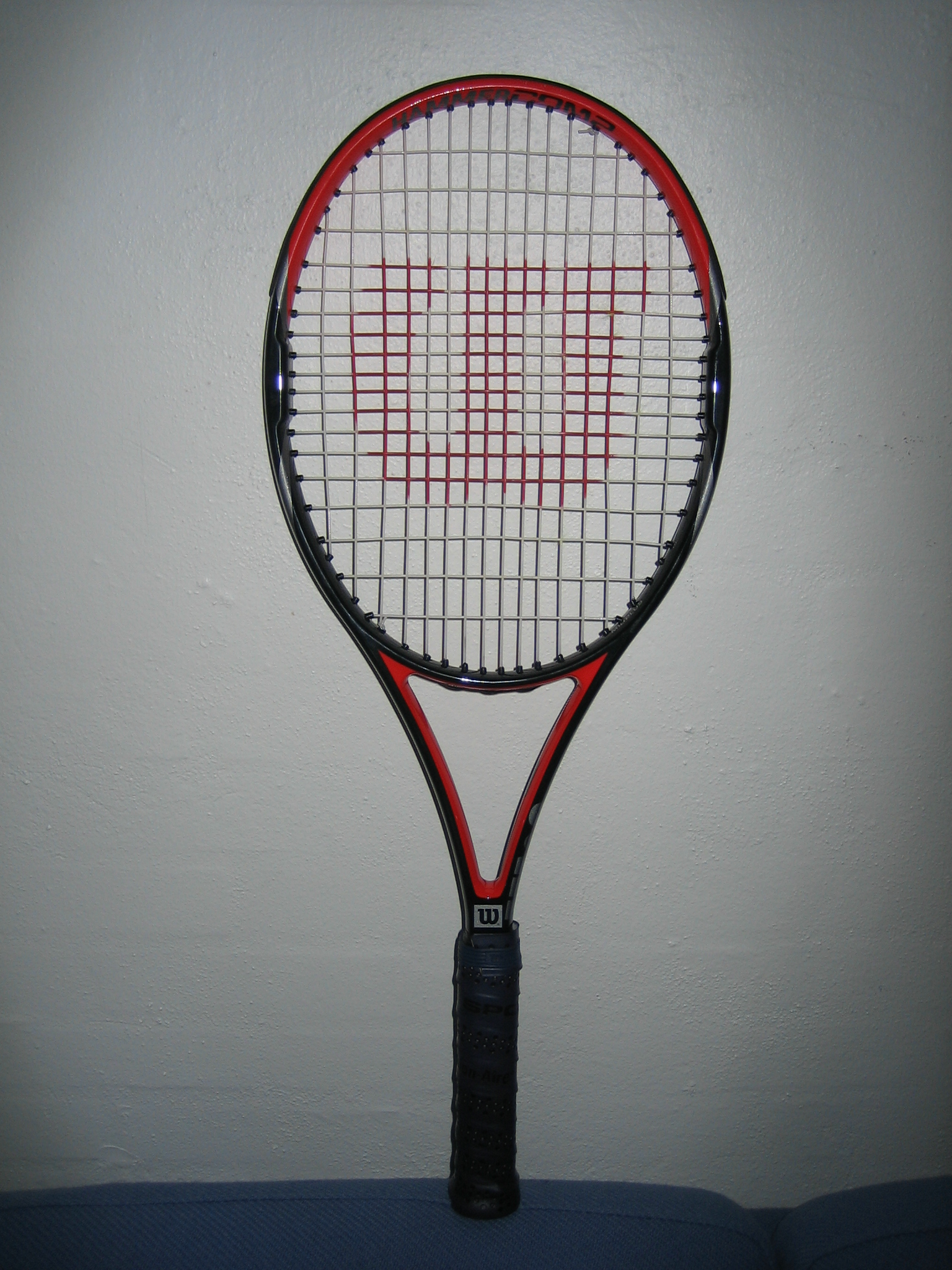
Tennisracket

Moderne tennisrackets variëren in lengte, van 50 tot 65 cm voor jongere spelers tot 70 cm voor krachtigere, oudere spelers. Naast lengte is er ook een verschil in de grootte van het slagoppervlak. Een groter oppervlak geeft de mogelijkheid tot hardere slagen, terwijl een kleiner oppervlak preciezer is. Gebruikte oppervlaktes liggen tussen 550 en 880 vierkante cm.
De eerste tennisrackets waren gemaakt van hout en waren kleiner dan 550 vierkante cm. In de jaren zeventig werden de eerste rackets van aluminium geproduceerd, waardoor grotere oppervlaktes bereikt konden worden. Met bijvoorbeeld de Wilson T2000 werd nog een uitstapje gemaakt naar rackets van staal, maar na de introductie van composietmateriaal rond 1980 werd dit de nieuwe standaard voor moderne rackets.
Een ander belangrijk onderdeel van een tennisracket zijn de snaren, welke tegenwoordig meestal van synthetisch materiaal worden gemaakt. Enkele topspelers, waaronder Pete Sampras, gaven de voorkeur aan natuurlijke vezels, omdat deze een beter 'gevoel' en controle zouden geven. Synthetisch materiaal is echter veel duurzamer en goedkoper. Wanneer de snaren dichter op elkaar geplaatst worden levert dit nauwkeurigere slagen op, terwijl een 'open' patroon krachtigere slagen geeft. Naast het patroon heeft ook de spanning van de snaren invloed op de slag. Slappere snaren geven krachtigere slagen, doordat de bal als het ware tegen een trampoline aan komt. Strakker gespannen snaren geven juist meer controle, doordat de bal contact heeft met de snaren.
Er zijn verschillende merken en soorten tennisrackets, waaronder:
- Babolat
- Wilson
- Dunlop
- Donnay
- Slazenger
- Fischer
- Prince
- Head
- Tecnifibre
- TYGER
- Yonex
- Rucanor
- Pro Supex